# Прушкі (Лодзинське воєводство)
Прушкі (пол. Pruszki) — село в Польщі, у гміні Ленчиця Ленчицького повіту Лодзинського воєводства.
Населення — 189 осіб (2011).
У 1975-1998 роках село належало до Плоцького воєводства.

## Демографія
Демографічна структура станом на 31 березня 2011 року:
|          | Загалом | Допрацездатний вік | Працездатний вік | Постпрацездатний вік |
| -------- | ------- | ------------------ | ---------------- | -------------------- |
| Чоловіки | 80      | 14                 | 57               | 9                    |
| Жінки    | 109     | 26                 | 55               | 28                   |
| Разом    | 189     | 40                 | 112              | 37                   |